# Kościół w Duben
Kościół w Duben (niem. Dorfkirche Duben) – protestancki kościół zlokalizowany w Niemczech, w miejscowości Duben (części miasta Luckau), na terenie Brandenburgii, w powiecie Dahme-Spreewald.

## Historia
Kościół powstał najprawdopodobniej w końcu XVII wieku (napis na ambonie głosi: „ANNO 1684 den 31. Marcius” i może to odnosić się do konsekracji). W 1876 i 1899 świątynia przeszła remonty. Wieża została zapewne dobudowana w 1795. Kościół był filią parafii w Terpt. W 1917 był pod patronatem magistratu miasta Luckau.
W latach 1992–1997 obiekt przeszedł remont generalny i został oddany do użytku jako Autobahnkirche (świątynia chrześcijańska przy autostradzie specjalnie dedykowana dla podróżnych do celów medytacji i kultu religijnego – w tym wypadku dla autostrady A13).

## Architektura
Obiekt jest budowlą ryglową na planie prostokąta z trójbocznym prezbiterium od wschodu. Po stronie południowej i zachodniej znajdują się przedsionki.

## Wyposażenie
Wnętrze kryte jest płaskim stropem i otoczone oryginalną galerią w kształcie podkowy. Renesansowy ołtarz w formie aediculi powstał zapewne w 1684. W XVIII wieku przekształcono go w ołtarz ambonowy. Obraz ołtarzowy „Ukrzyżowanie” stał się wówczas drzwiami ambony. Inne wizerunki przedstawiają Wniebowstąpienie i Ostatnią Wieczerzę (ten drugi w predelli).
W wieży znajdują się dwa dzwony. Mniejszy pochodzi z 1925 (przedsiębiorstwo "Franz Schilling & Söhne/Apolda"). Duży jest stalowy i odlano go w Guben w 1959.

## Galeria

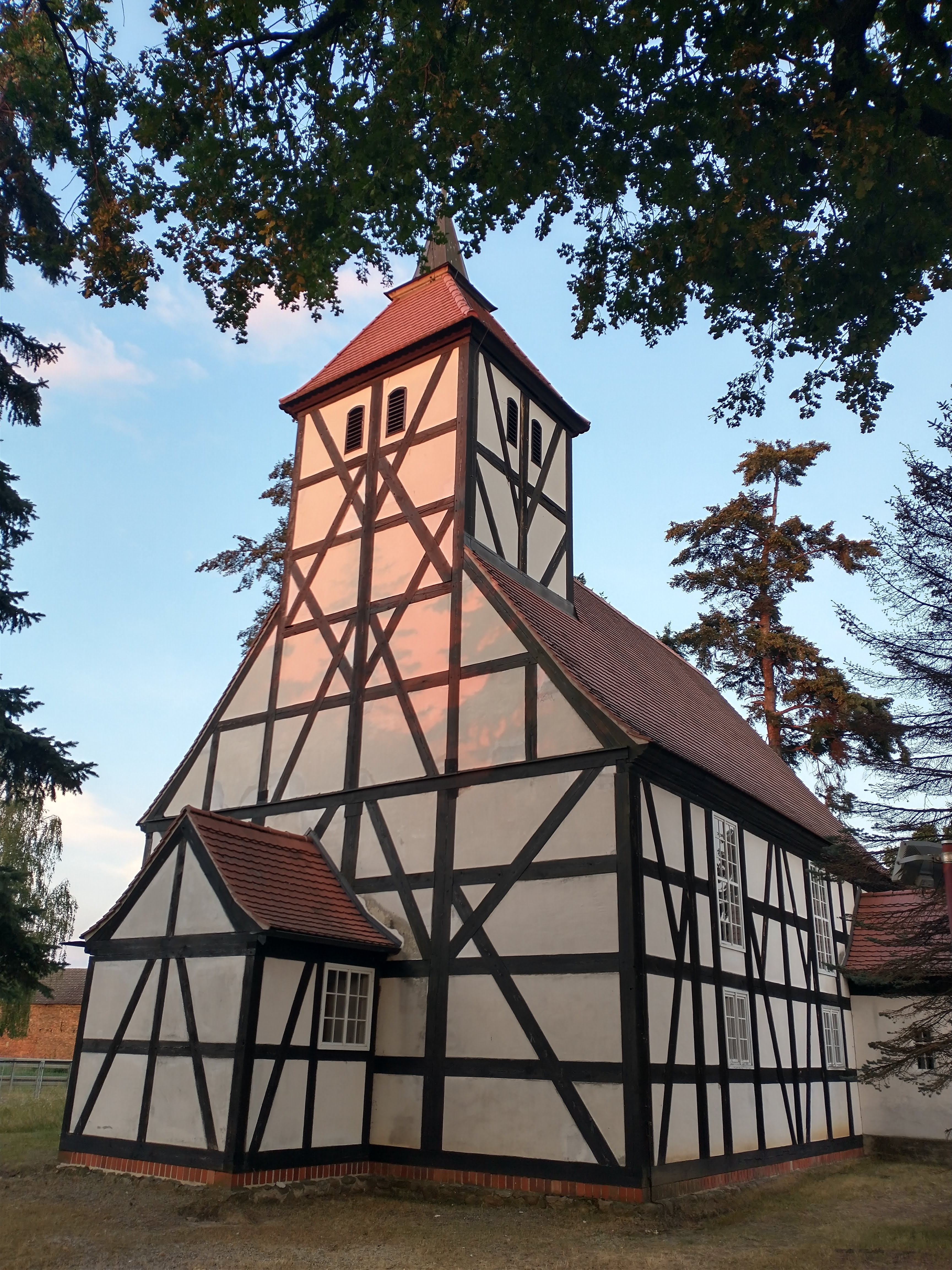
Widok od strony wieży
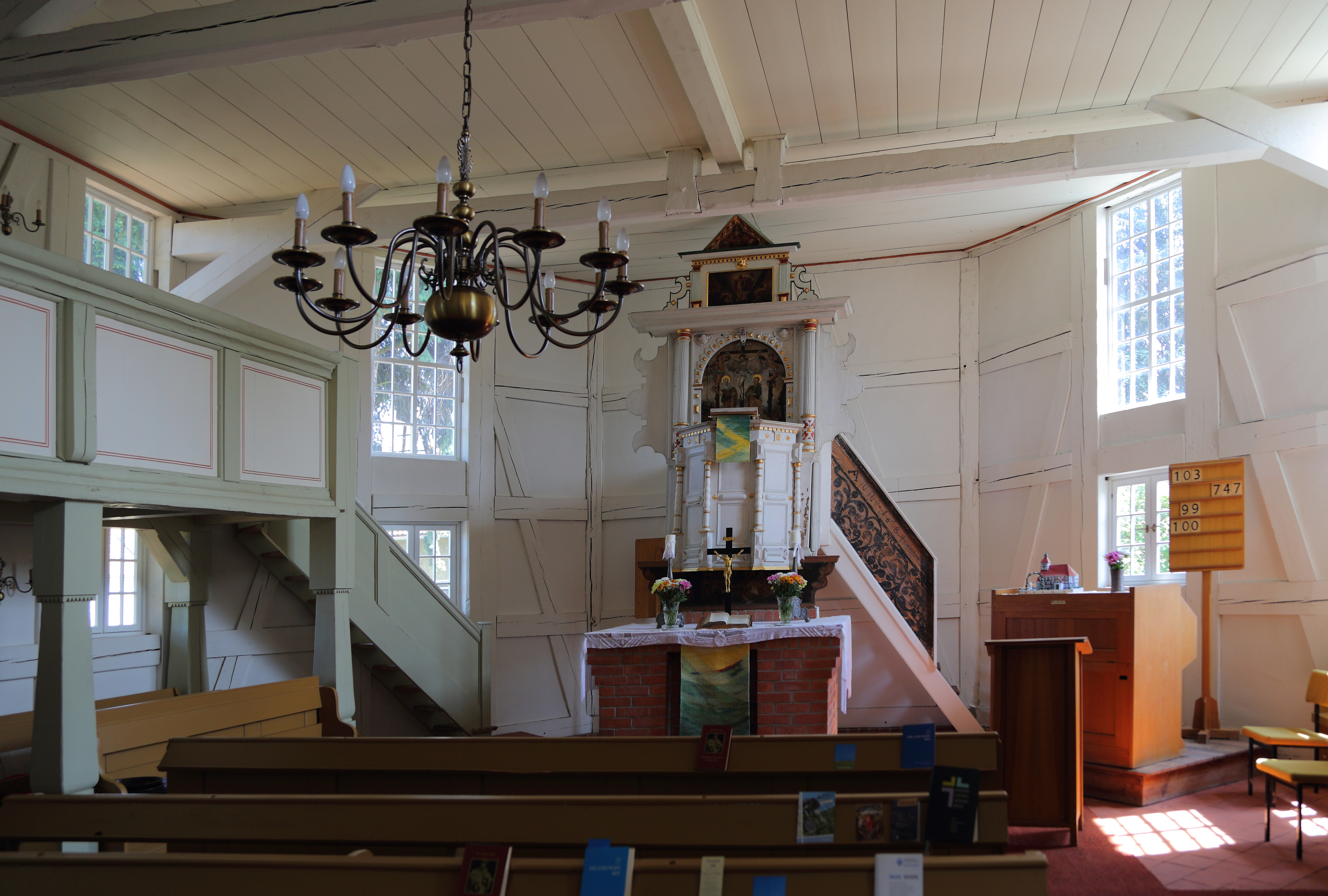
Wnętrze z ołtarzem
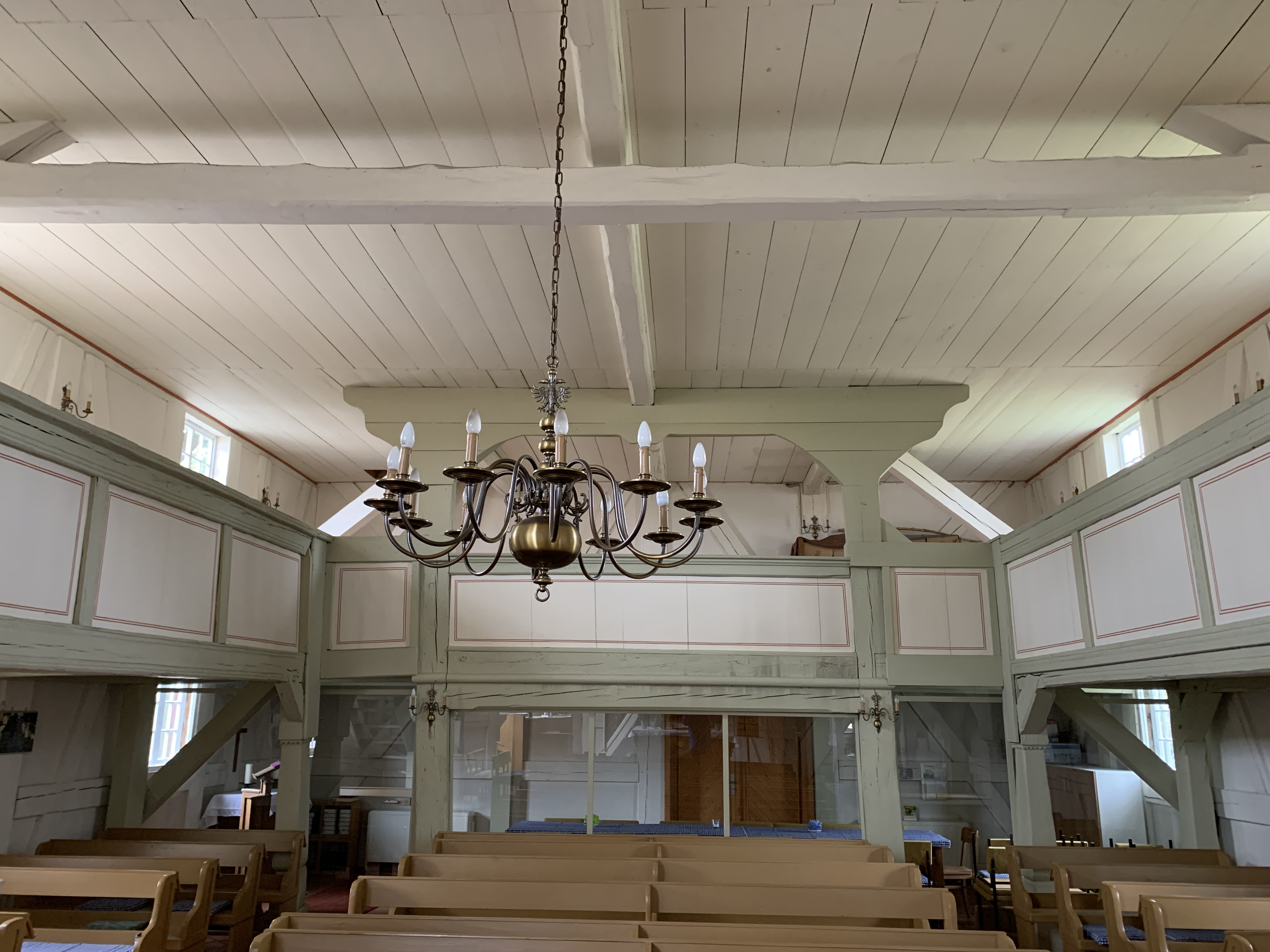
Balkony i chór